# Munden (Kansas)
Munden è un comune degli Stati Uniti d'America, situato nello Stato del Kansas, nella Contea di Republic.